# Piercia fumitacta
Piercia fumitacta är en fjärilsart som beskrevs av W. Warren 1903. Piercia fumitacta ingår i släktet Piercia och familjen mätare. Inga underarter finns listade i Catalogue of Life.